# Boulmer
Boulmer est un village du Northumberland, en Angleterre, situé sur la côte de la mer du Nord, à l'est d’Alnwick. Il accueille la base de RAF Boulmer. Boulmer a une station de sauvetage indépendante et volontaire.

## Origine du nom
Le nom Boulmer, prononcé "Boomer", est un dérivé de Bulemer, du viel anglais "bulan-mere".

## Historique

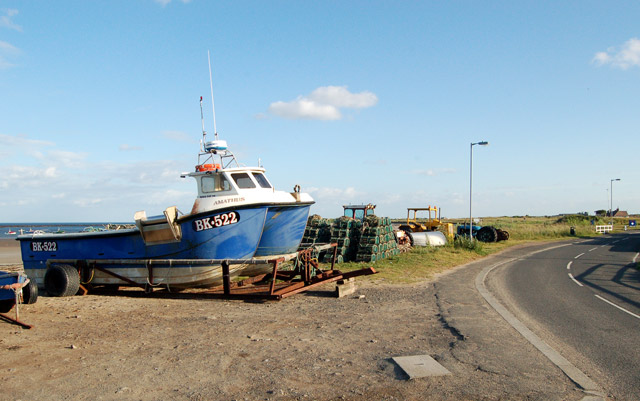
Des bateaux de pêche et des casiers à homard

Boulmer était réputé pour ses activités de contrebande, centrées principalement sur le Fishing Boat Inn. Au XVIIIe siècle, William Faa, l'un des passeurs les plus connus, roi des gitans, vivait à quelques kilomètres du village écossais isolé de Kirk Yetholm. Aux 18e et 19e siècles, le village était la capitale de la contrebande du Northumberland.
L’arrivée de la Royal Air Force au cours de la Seconde Guerre mondiale a été un changement majeur. Sinon, Boulmer a peu changé en plus de 100 ans et est l’un des rares véritables villages de pêcheurs traditionnels sur la côte du Northumberland.

## Aujourd'hui
Le village se compose d'une rangée de cottages et du pub. Situé dans un havre naturel, dans une brèche à travers une bande de rock presque complète, Boulmer n’a pas de port.

### Pêche
Les bateaux de pêche bleues traditionnelles sont transportées à terre ou amarrées dans l'eau. Le poisson, le crabe, le homard et le saumon de mer constituent la principale pêche.

### Service de sauvetage bénévole de Boulmer
Le service de sauvetage bénévole de Boulmer était à l'origine financé par le duc de Northumberland et était dirigé par le RNLI entre 1825 et 1967, lorsque le RNlI décida de se retirer. Re-établie en 1967 lorsque la communauté a décidé d'acheter son propre bateau privé, l s'agit maintenant d'un service de canots de sauvetage indépendant, mais il ne fonctionne actuellement que pendant la journée, les week-ends et les jours fériés en raison de la petite équipe et du trafic maritime limité.

### Lieu de tournage
Au printemps et à l'été 2004, une grande partie du tournage de la série comique et dramatique Distant Shores a été tournée à divers endroits de la côte du Northumberland. Boulmer est présenté dans de nombreuses scènes, notamment Hildasay Ferry et divers contextes illustrés à l'intérieur et à l'extérieur des cottages, y compris la plage et les dunes de sable, ainsi que dans la campagne environnante où le nouveau cabinet de médecin fictif qui y a été construit.

## Gouvernance
Boulmer dépend de la circonscription parlementaire de Berwick-upon-Tweed.